# جورجي ألبو
جورجي ألبو (بالرومانية: Gheorghe Albu)‏ (12 سبتمبر 1909 - 26 يونيو 1974) لاعب كرة قدم روماني راحل كان يجيد اللعب في خط الدفاع.
لعب طوال مسيرته الرياضية في أندية أميف أراد (1924-1928) غلوريا أراد (1929-1933) فينوس بوخارست (1933-1940) كرايوفا (1940-1944).
مثل منتخب رومانيا في 42 مباراة (1931-1938). شارك مع منتخب رومانيا في بطولة كأس العالم 1934 في إيطاليا حيث خرج من الدور الثمن النهائي.
تولى تدريب أندية كرايوفا (1946-1947) ديرماتا كلوج (1947-1948) منتخب رومانيا (1950) يو تي أراد (1952) تيكستيلا سفانتو جورج (1957-1958) فوريستا فالتيسيني (1958-1959) أميف أراد (1959-1962) فاغونول أراد (1962-1964).

## وصلات خارجية
- جورجي ألبو على موقع الاتحاد الدولي (مؤرشف)  (الإنجليزية)
- جورجي ألبو على موقع قاعدة بيانات كرة القدم.إي يو (الإنجليزية)
- جورجي ألبو على موقع ناشيونال فوتبول تيمز (الإنجليزية)

- سيرة ذاتية